# Robert Aymar
 Robert Aymar (1936 - 23 de septiembre de 2024) fue un físico francés que pertenece al proyecto del CERN. Estudió en la École polytechnique, poco tiempo después entró en el Cuerpo de des Poudres (una agencia antigua del gobierno francés involucrada en la investigación básica y aplicada). Después fue  adscrito al Commissariat à l'énergie atomique (Comisariado de la Energía Atómica) en 1959. Su carrera se ha centrado en la investigación fundamental en física del plasma y su aplicación en la investigación de fusión termonuclear controlada.

## Investigación
En 1977, Robert Aymar, fue nombrado Jefe del proyecto Tore Supra, que se construyó en Cadarache (Francia). En 1990, fue nombrado Director de la Dirección de Ciencias de la Materia del CEA, donde dirigió una amplia gama de programas de investigación básica, tanto experimental como teóricos.
Robert Aymar, ha sido miembro de numerosos consejos y comités a nivel nacional e internacional, por ejemplo, el Instituto Laue-Langevin (ILL), el European Synchrotron Radiation Facility (ESRF), y el Joint European Torus (JET). También actuó como presidente del Comité de Dirección Europeo de Fusión Tecnología, y como miembro del proyecto ITER (Reactor Termonuclear Experimental Internacional) en el Comité Asesor Técnico. Fue nombrado director del ITER en 1994 y líder del equipo Internacional en 2001.
Presidió el comité científico internacional que evaluó el Gran colisionador de hadrones del CERN (LHC) y recomendó su aprobación en 1996. También presidió el Comité de Evaluación Externa que fue creado por el Consejo del CERN en diciembre de 2001 para revisar el programa del CERN.

## Distinciones
- Global Energy International Prize 2006
- Distinguished Career Award por Fusion Power Associates Board, Washington 2003